# Meissel-Mertensova konstanta
Meissel-Mertensova konstanta je matematična konstanta iz teorije števil. Določena je kot mejna razlika med harmonično vrsto sešteto po praštevilih in naravnega logaritma naravnega logaritma:
{\displaystyle {\begin{aligned}M_{1}&=\lim _{n\rightarrow \infty }\left(\sum _{p\leq n}{\frac {1}{p}}-\ln(\ln(n))\right)\\&=\gamma +\sum _{p}\left[\ln \left(1-{\frac {1}{p}}\right)+{\frac {1}{p}}\right]\!\,.\end{aligned}}}
Njena vrednost je približno (OEIS A077761):
M1 ≈ 0,26149 72128 47642 78375 54268 38608 69585 9...
Tukaj je γ Euler-Mascheronijeva konstanta, ki je določena podobno z vsoto vseh celih števil in ne samo praštevil.
Dejstvo, da sta za Meissel-Mertensovo konstanto v limiti dva logaritma (log od log), se lahko zamisli kot posledico sestave praštevilskega izreka in limite Euler-Mascheronijeve konstante.
Včasih konstanto imenujejo kar Mertensova konstanta. V matematičnih besedilih jo včasih imenujejo Kroneckerjeva konstanta ali Hadamard-La Vallée Poussinova konstanta, oziroma obratna praštevilska konstanta.
Neskončni verižni ulomek konstante je (OEIS A230767):
{\displaystyle M_{1}=[0;3,1,4,1,2,5,2,1,1,1,1,13,4,2,4,2,1,33,296,2,1,5,19,1,5,1,1,1,1,1,\ldots ]\!\,.}